# Acrobasis malgachiella
Acrobasis malgachiella is een vlinder van de familie van de snuitmotten (Pyralidae). De wetenschappelijke naam van deze soort is voor het eerst voorgesteld als Gaana malgachiella door Rolf-Ulrich Roesler in een publicatie uit 1982.
De soort komt voor op Madagaskar.